# Gare de Livron
Gare de Livron – stacja kolejowa w Livron-sur-Drôme, w departamencie Drôme, w regionie Owernia-Rodan-Alpy, we Francji.
Jest stacją Société nationale des chemins de fer français (SNCF), obsługiwaną przez pociągi TER Rhône-Alpes i TER PACA.